# Urosphena subulata
Urosphena subulata é uma espécie de ave da família Cettiidae.
Pode ser encontrada nos seguintes países:  Indonésia e Timor-Leste.